# Perdita argemones
Perdita argemones är en biart som beskrevs av Timberlake 1956. Perdita argemones ingår i släktet Perdita och familjen grävbin. Inga underarter finns listade i Catalogue of Life.